# Llista de medallistes olímpics d'hípica
Aquesta és una llista dels medallistes olímpics d'hípica:

## Medallistes
al sota del nom del genet també és indicat el nom del cavall

### Programa actual

#### Doma clàssicaindividual
| Edició                       | Or                                      | Argent                              | Bronze                                       |
| 1912 Estocolm detalls        | Carl Bonde · amb Emperor                | Gustaf Boltenstern · amb Neptun     | Hans Blixen · amb Maggie                     |
| 1920 Anvers detalls          | Janne Lundblad · amb Uno                | Bertil Sandström · amb Sabel        | Hans von Rosen · amb Running Sister          |
| 1924 París detalls           | Ernst Linder · amb Piccolomino          | Bertil Sandström · amb Sabel        | Xavier Lesage · amb Plumard                  |
| 1928 Amsterdam detalls       | Carl Langen · amb Draufgänger           | Charles Marion · amb Linon          | Ragnar Olson · amb Günstling                 |
| 1932 Los Angeles detalls     | Xavier Lesage · amb Taine               | Charles Marion · amb Linon          | Hiram Tuttle · amb Olympic                   |
| 1936 Berlín detalls          | Heinz Pollay · amb Kronos               | Friedrich Gerhard · amb Absinth     | Alois Podhajsky · amb Nero                   |
| 1948 Londres detalls         | Hans Moser · amb Hummer                 | André Jousseaume · amb Harpagon     | G. Boltenstern Jr. · amb Trumf               |
| 1952 Hèlsinki detalls        | Henri Saint Cyr · amb Master Rufus      | Lis Hartel · amb Jubilee            | André Jousseaume · amb Harpagon              |
| 1956 Estocolm detalls        | Henri Saint Cyr · amb Juli              | Lis Hartel · amb Jubilee            | Liselott Linsenhoff · amb Adular             |
| 1960 Roma detalls            | Sergei Filatov · amb Absent             | Gustav Fischer · amb Wald           | Josef Neckermann · amb Asbach                |
| 1964 Tòquio detalls          | Henri Chammartin · amb Wörmann          | Harry Boldt · amb Remus             | Sergei Filatov · amb Absent                  |
| 1968 Ciutat de Mèxic detalls | Ivan Kizimov · amb Ikhor                | Josef Neckermann · amb Mariano      | Reiner Klimke · amb Dux                      |
| 1972 Múnic detalls           | Liselott Linsenhoff · amb Piaff         | Yelena Petushkova · amb Pepel       | Josef Neckermann · amb Venetia               |
| 1976 Mont-real detalls       | C. Stückelberger · amb Granat           | Harry Boldt · amb Woycek            | Reiner Klimke · amb Mehmed                   |
| 1980 Moscou detalls          | Elisabeth Theurer · amb Mon Cherie      | Yuri Kovshov · amb Igrok            | Viktor Ugryumov · amb Shkval                 |
| 1984 Los Angeles detalls     | Reiner Klimke · amb Ahlerich            | Anne Jensen · amb Marzog            | Otto Hofer · amb Limandus                    |
| 1988 Seül detalls            | Nicole Uphoff · amb Rembrandt           | Margit Otto · amb Corlandus         | C. Stückelberger · amb Gauguin de Lully      |
| 1992 Barcelona detalls       | Nicole Uphoff · amb Rembrandt           | Isabell Werth · amb Gigolo          | Klaus Balkenhol · amb Goldstern              |
| 1996 Atlanta detalls         | Isabell Werth · amb Gigolo              | Anky van Grunsven · amb Bonfire     | Sven Rothenberger · amb Weyden               |
| 2000 Sydney detalls          | Anky van Grunsven · amb Bonfire         | Isabell Werth · amb Gigolo          | Ulla Salzgeber · amb Rusty                   |
| 2004 Atenes detalls          | Anky van Grunsven · amb Keltec Salinero | Ulla Salzgeber · amb Rusty          | Beatriu Ferrer-Salat · amb Beauvalais        |
| 2008 Hong Kong detalls       | Anky van Grunsven · amb Salinero        | Isabell Werth · amb Satchmo         | Heike Kemmer · amb Bonaparte                 |
| 2012 Londres detalls         | Charlotte Dujardin · amb Valegro        | Adelinde Cornelissen · amb Parzival | Laura Bechtolsheimer · amb Minstral Hojris   |
| 2016 Rio detalls             | Charlotte Dujardin · amb Valegro        | Isabell Werth · amb Weihegold Old   | Kristina Bröring-Sprehe · amb Desperados FRH |
| 2020 Tòquio detalls          | Jessica von Bredow-Werndl · amb Dalera  | Isabell Werth · amb Bella Rose      | Charlotte Dujardin · amb Gio                 |
| 2024 París detalls           | Jessica von Bredow-Werndl · amb Dalera  | Isabell Werth · amb Wendy           | Charlotte Fry · amb Glamourdale              |

#### Doma clàssicaper equips
| Edició                       | Or | Argent | Bronze |
| 1928 Amsterdam detalls       | Alemanya Carl Freiherr von Langen · amb Draufgänger · Hermann Linkenbach · amb Gimpel · Eugene Lotzbeck · amb Caracalla                                           | Suècia Ragnar Olson · amb Günstling · Janne Lundblad · amb Blackmar · Carl Bonde · amb Ingo                                                            | Països Baixos Jan van Reede · amb Hans · Pierre Versteegh · amb His Excellence · Gerard le Heux · amb Valérine                            |
| 1932 Los Angeles detalls     | FrançaXavier Lesage · amb Taine · Charles Marion · amb Linon · André Jousseaume · amb Sorelta                                                                     | SuèciaBertil Sandström · amb Kreta · Thomas Byström · amb Gulliver · G. Boltenstern Jr. · amb Ingo                                                     | Estats UnitsHiram Tuttle · amb Olympic · Isaac Kitts · amb American Lady · Alvin Moore · amb Water Pat                                    |
| 1936 Berlín detalls          | AlemanyaHeinz Pollay · amb Kronos · Friedrich Gerhard · amb Absinth · Hermann von Oppeln · amb Gimpel                                                             | FrançaAndré Jousseaume · amb Favorite · Gérard de Ballorre · amb Debaucheur · Daniel Gillois · amb Nicolas                                             | SuèciaGregor Adlercreutz · amb Teresina · Sven Colliander · amb Kål XX · Folke Sandström · amb Pergola                                    |
| 1948 Londres detalls         | FrançaAndré Jousseaume · amb Harpagon · Jean Saint-Fort · amb Sous les Ceps · Maurice Buret · amb Saint Quen                                                      | Estats UnitsRobert Borg · amb Klingson · Earl Foster Thomson · amb Pancraft · Frank Henry · amb Reno Overdo                                            | PortugalFernando Paes · amb Matamas · Francisco Valadas · amb Feitiço · Luís Mena e Silva · amb Fascinante                                |
| 1952 Hèlsinki detalls        | SuèciaHenri Saint Cyr · amb Master Rufus · G. Boltenstern Jr. · amb Krest · Gehnäll Persson · amb Knaust                                                          | SuïssaGottfried Trachsel · amb Kursus · Henri Chammartin · amb Wöhler · Gustav Fischer · amb Soliman                                                   | AlemanyaHeinz Pollay · amb Adular · Ida von Nagel · amb Afrika · Fritz Thiedemann · amb Chronist                                          |
| 1956 Estocolm detalls        | SuèciaHenri Saint Cyr · amb Juli · Gehnäll Persson · amb Knaust · G. Boltenstern Jr. · amb Krest                                                                  | AlemanyaLiselott Linsenhoff · amb Adular · Hannelore Weygand · amb Perkunos · Anneliese Küppers · amb Afrika                                           | SuïssaGottfried Trachsel · amb Kursus · Henri Chammartin · amb Wöhler · Gustav Fischer · amb Vasello                                      |
| 1960 Roma                    | No fou inclòs en el programa olímpic | No fou inclòs en el programa olímpic | No fou inclòs en el programa olímpic |
| 1964 Tòquio detalls          | AlemanyaHarry Boldt · amb Remus · Reiner Klimke · amb Dux · Josef Neckermann · amb Antoinette                                                                     | SuïssaHenri Chammartin · amb Wörmann · Gustav Fischer · amb Wald · Marianne Gossweiler · amb Stephan                                                   | Unió SovièticaSergi Filatov · amb Absent · Ivan Kizimov · amb Ikhor · Ivan Kalita · amb Moar                                              |
| 1968 Ciutat de Mèxic detalls | RFAJosef Neckermann · amb Mariano · Reiner Klimke · amb Dux · Liselott Linsenhoff · amb Piaff                                                                     | Unió SovièticaYelena Petushkova · amb Pepel · Ivan Kizimov · amb Ikhor · Ivan Kalita · amb Absent                                                      | SuïssaHenri Chammartin · amb Wolfdietrich · Marianne Gossweiler · amb Stephan · Gustav Fischer · amb Wald                                 |
| 1972 Múnic detalls           | Unió SovièticaYelena Petushkova · amb Pepel · Ivan Kizimov · amb Ikhor · Ivan Kalita · amb Tarif                                                                  | RFA Karin Schlüter-Schmidt · amb Liostro · Liselott Linsenhoff · amb Piaff · Josef Neckermann · amb Venetia                                            | SuèciaUlla Håkansson · amb Ajax · Ninna Swaab · amb Casanova · Maud von Rosen · amb Lucky Boy                                             |
| 1976 Mont-real detalls       | RFAHarry Boldt · amb Woycek · Reiner Klimke · amb Mehmed · Gabriela Grillo · amb Ultimo                                                                           | Suïssa Christine Stückelberger · amb Granat · Ulrich Lehmann · amb Widin · Doris Ramseier · amb Roch                                                   | Estats UnitsHilda Gurney · amb Keen · Dorothy Morkis · amb Monaco · Edith Master · amb Dahlwitz                                           |
| 1980 Moscou detalls          | Unió SovièticaYuri Kovshov · amb Igrok · Viktor Ugryumov · amb Shkfval · Vera Misevich · amb Plot                                                                 | BulgàriaPetar Mandajiev · amb Stchibor · Svetoslav lvanov · amb Aleko · Gheorghi Gadjev · amb Vnimatelen                                               | RomaniaAnghelache Donescu · amb Dor · Dumitru Veliku · amb Decebal · Petre Rosca · amb Derbist                                            |
| 1984 Los Angeles detalls     | RFAReiner Klimke · amb Ahlerich · Uwe Sauer · amb Montevideo · Hubert Krug · amb Muscadeur                                                                        | SuïssaOtto Hofer · amb Limandus · Christine Stueckelberger · amb Tansanit · Amy De Bary · amb Aintree                                                  | SuèciaUlla Hakansson · amb Flamingo · Louise Nathorst · amb Inferno · Ingamay Bylund · amb Aleks                                          |
| 1988 Seül detalls            | RFAReiner Klimke · amb Ahlerich 2 · Ann-Kathrin Linsenhoff · amb Courage 10 · Monica Theodorescu · amb Ganimedes · Nicole Uphoff · amb Rembrandt 24               | SuïssaOtto Josef Hofer · amb Andiamo · Christine Stueckleberger · amb Gauguin de Lully · Daniel Ramseier · amb Random · Samuel Schetzmann · amb Rochus | CanadàCynthia Neale-Ishoy · amb Dynasty · Eva Pracht · amb Emirage · Gina Smith · amb Malte · Ashley Nicoll · amb Reipo                   |
| 1992 Barcelona detalls       | AlemanyaKlaus Balkenhol · amb Goldstern · Nicole Uphoff · amb Rembrandt · Monica Theodorescu · amb Grunox · Isabell Werth · amb Gigolo                            | Països BaixosTineke Bartels · amb Courage · Anky van Grunsven · amb Bonfire · Ellen Bontje · amb Larius · Annemarie Sanders · amb Sanders-Keyzer       | Estats UnitsRobert Dover · amb Lectron · Carol Lavell · amb Gifted · Charlotte Bredahl · amb Monsieur · Michael Poulin · amb Graf George  |
| 1996 Atlanta detalls         | AlemanyaKlaus Balkenhol · amb Goldstern · Martin Schaudt · amb Durgo · Monica Theodorescu · amb Grunox · Isabell Werth · amb Gigolo                               | Països BaixosTineke Bartels · amb Barbria · Anky van Grunsven · amb Bonfire · Sven Rothenberger · amb Weyden · Gonnelien Rothenberger · amb Gonnelien  | Estats UnitsRobert Dover · amb Metallic · Michelle Gibson · amb Peron · Steffen Peters · amb Udon · Guenter Seidel · amb Graf George      |
| 2000 Sydney detalls          | AlemanyaIsabell Werth · amb Gigolo · Nadine Capellmann · amb Farbenfroh · Ulla Salzgeber · amb Rusty · Alexandra Ridder · amb Chacomo                             | Països BaixosEllen Bontje · amb Silvano · Anky van Grunsven · amb Bonfire · Arjen Teeuwissen · amb Goliath · Coby van Baalen · amb Ferro               | Estats UnitsSusan Blinks · amb Flim Flam · Robert Dover · amb Ranier · Guenter Seidel · amb Foltaire · Christine Traurig · amb Etienne    |
| 2004 Atenes detalls          | AlemanyaHeike Kemmer · amb Bonaparte · Hubertus Schmidt · amb Wansuela Suerte · Martin Schaudt · amb Weltall · Ulla Salzgeber · amb Rusty                         | EspanyaBeatriu Ferrer-Salat · amb Beauvalais · Juan Antonio Jimenez · amb Guizo · Ignacio Rambla · amb Oleaja · Rafael Soto · amb Invasor              | Estats UnitsLisa Wilcox · amb Relevant 5 · Günter Seidel · amb Aragon · Deborah McDonald · amb Brentina · Robert Dover · amb Kennedy      |
| 2008 Hong Kong detalls       | AlemanyaHeike Kemmer · amb Bonaparte · Nadine Capellmann · amb Elvis Va · Isabell Werth · amb Satchmo                                                             | Països BaixosHans Peter Minderhoud · amb Nadine · Imke Schellekens · amb Sunrise · Anky van Grunsven · amb Salinero                                    | DinamarcaAnne van Olst · amb Clearwater · Natàlia Sayn-Wittgenstein · amb Digby · Andreas Helgstrand · amb Don Schufro                    |
| 2012 Londres detalls         | Regne Unit Charlotte Dujardin · amb Valegro · Carl Hester · amb Uthopia · Laura Bechtolsheimer · amb Minstral Hojris                                              | Alemanya Dorothee Schneider · amb Diva Royal · Kristina Sprehe · amb Desperados · Helen Langehanenberg · amb Damon Hill                                | Països Baixos Anky van Grunsven · amb Salinero · Edward Gal · amb Undercover · Adelinde Cornelissen · amb Parzival                        |
| 2016 Rio detalls             | AlemanyaSönke Rothenberger · amb Cosmo · Dorothee Schneider · amb Showtime FRH · Kristina Bröring-Sprehe · amb Desperados FRH · Isabell Werth · amb Weihegold Old | Regne UnitSpencer Wilton · amb Super Nova II · Fiona Bigwood · amb Orthilia · Carl Hester · amb Nip Tuck · Charlotte Dujardin · amb Valegro            | Estats UnitsAllison Brock · amb Rosevelt · Kasey Perry-Glass · amb Dublet · Steffen Peters · amb Legolas 92 · Laura Graves · amb Verdades |
| 2020 Tòquio detalls          | AlemanyaJessica von Bredow-Werndl · amb Dalera · Dorothee Schneider · amb Showtime · Isabell Werth · amb Bella Rose                                               | Estats UnitsSabine Schut-Kery · amb Sanceo · Adrienne Lyle · amb Salvino · Steffen Peters · amb Suppenkasper                                           | Regne UnitCharlotte Fry · amb Everdale · Carl Hester · amb En Vogue · Charlotte Dujardin · amb Gio                                        |
| 2024 París detalls           | AlemanyaFrederic Wandres · amb Bluetooth Old · Isabell Werth · amb Wendy · Jessica von Bredow-Werndl · amb TSF Dalera BB                                          | DinamarcaDaniel Bachmann Andersen · amb Vayron · Nanna Merrald Rasmussen · amb Zepter · Cathrine Laudrup-Dufour · amb Freestyle                        | Regne UnitBecky Moody · amb Jagerbomb · Carl Hester · amb Fame · Charlotte Fry · amb Glamourdale                                          |

#### Concurs completindividual
| Edició                       | Or                                        | Argent                                 | Bronze                                  |
| 1912 Estocolm detalls        | Axel Nordlander · amb Lady Artist         | Friedrich von Rochow · amb Idealist    | Jean Cariou · amb Cocotte               |
| 1920 Anvers detalls          | Helmer Morner · amb Germania              | Åge Lundström · amb Ysra               | Ettore Caffaratti · amb Caniche         |
| 1924 París detalls           | Adolph Voort · amb Silver-Piece           | Frode Kirkebjerg · amb Metoo           | Sloan Doak · amb Pathfinder             |
| 1928 Amsterdam detalls       | Charles Mortanges · amb Marcroix          | Gerard de Kruijff · amb Va-T'en        | Bruno Neumann · amb Ilja                |
| 1932 Los Angeles detalls     | Charles Mortanges · amb Marcroix          | Earl Foster Thomson · amb Jenny Camp   | Clarence von Rosen · amb Sunnyside Maid |
| 1936 Berlín detalls          | Ludwig Stubbendorf · amb Nurmi            | Earl Foster Thomson · amb Jenny Camp   | Hans Lunding · amb Jason                |
| 1948 Londres detalls         | Bernard Chevallier · amb Alglonne         | Frank Henry · amb Swing Low            | Robert Selfelt · amb Claque             |
| 1952 Helsinki detalls        | Hans Blixen · amb Jubal                   | Guy Lefrant · amb Verdun               | Wilmelm Busing · amb Hubertus           |
| 1956 Estocolm detalls        | Petrus Kastenman · amb Iluster            | August Lutke · amb Trux von Kamax      | Francis Weldon · amb Kilbarry           |
| 1960 Roma detalls            | Lawrence Morgan · amb Salad Days          | Neale Lavis · amb Mirrabooka           | Anton Buhler · amb Gay-Spark            |
| 1964 Tòquio detalls          | Mauro Checcoli · amb Surbean              | Carlos Moratorio · amb Chalan          | Fritz Ligges · amb Donkosak             |
| 1968 Ciutat de Mèxic detalls | Jean-Jacques Guyon · amb Pitou            | Derek Allhusen · amb Lochinvar         | Michael Page · amb Foster               |
| 1972 Múnic detalls           | Richard Meade · amb Laurieston            | Alessandro Argenton · amb Woodland     | Jan Jonsson · amb Sarajevo              |
| 1976 Mont-real detalls       | Edmund Coffin · amb Bally-Cor             | Michael Plumb · amb Better & Bette     | Karl Schultz · amb Madrigal             |
| 1980 Moscou detalls          | Federico Roman amb Rossinan               | Aleksandr Blinov · amb Galzun          | Yuri Salnikov · amb Pintset             |
| 1984 Los Angeles detalls     | Mark Todd · amb Charisma                  | Karen Stives · amb Ben Arthur          | Virginia Holgate · amb Priceless        |
| 1988 Seül detalls            | Mark Todd · amb Charisma                  | Ian Stark · amb Sir Wattie             | Virginia Leng · amb Master Craftsman    |
| 1992 Barcelona detalls       | Matthew Ryan · amb Kibah Tic Toc          | Herbert Blocker · amb Feine Dame       | Blyth Tait · amb Messiah                |
| 1996 Atlanta detalls         | Blyth Tait · amb Ready Teddy              | Sally Clark · amb Squirrel Hill        | Kerry Millikin · amb Out and About      |
| 2000 Sydney detalls          | David O'Connor · amb Custom Made          | Andrew Hoy · amb Swizzle In            | Mark Todd · amb Eyespy II               |
| 2004 Atenes detalls          | Leslie Law · amb Shear L'Eau              | Kimberly Severson · amb Winsome Adante | Philippa Funnell · amb Primmore's Pride |
| 2008 Hong Kong detalls       | Hinrich Romeike · amb Marius              | Gina Miles · amb McKinlaigh            | Kristina Cook · amb Miners Frolic       |
| 2012 Londres detalls         | Michael Jung · amb Sam                    | Sara Algotsson Ostholt · amb Wega      | Sandra Auffarth · amb Opgun Louvo       |
| 2016 Rio detalls             | Michael Jung · amb Sam FBW                | Astier Nicolas · amb Piaf de B'Neville | Phillip Dutton · amb Mighty Nice        |
| 2020 Tòquio detalls          | Julia Krajewski · amb Amande de B'Neville | Tom McEwen · amb Toledo de Kerser      | Andrew Hoy · amb Vassily de Lassos      |
| 2024 París detalls           | Michael Jung · amb Chipmunk FRH           | Cristopher Burton · amb Shadow Man     | Laura Collett · amb London 52           |

#### Concurs completper equips
| Edició                       | Or | Argent | Bronze |
| 1912 Estocolm detalls        | Suècia Axel Nordlander · amb Lady Artist · Nils Adlercreutz · amb Atout · Ernst Casparsson · amb Irmelin · Henric Horn af Åminne · amb Omen                                                                | Alemanya Friedrich von Rochow · amb Idealist · Richard von Schaesberg · amb Grundsee · Eduard von Lütcken · amb Blue Boy · Carl von Moers · amb May-Queen                                         | Estats Units Ben Lear · amb Poppy · John Montgomery · amb Deceive · Guy Henry · amb Chiswell · Ephraim Graham · amb Connie                                                              |
| 1920 Anvers detalls          | SuèciaHelmer Mörner · amb Germania · Åge Lundström · amb Ysra · Georg von Braun · amb Diana · Gustaf Dyrsch · amb Salamis                                                                                  | ItàliaEttore Caffaratti · amb Caniche · Garibaldi Spighi · amb Otello · Giulio Cacciandra · amb Facetto · Carlo Asinari · amb Savari                                                              | BèlgicaRoger Moeremans d'Emaüs · amb Sweet Girl · Oswald Lints · amb Martha · Jules Bonvalet · amb Weppelghem · Jacques Misonne · amb Gaucho                                            |
| 1924 París detalls           | Països BaixosAdoplh Voort · amb Silver Piece · Charles Mortanges · amb Johnny Walker · Gerard de Kruijff · amb Addio · Antonius Colenbrander · amb King of Hearts                                          | SuèciaClaës König · amb Bojar · Torsten Sylvan · amb Anita · Gustaf Hagelin · amb Varius · Carl Gustaf Lewenhaupt · amb Canter                                                                    | ItàliaAlberto Lombardi · amb Pimplo · Alessandro Alvisi · amb Capiligio · Emanuele Pralormo · amb Mount Félix · Tommaso Assaba · amb Torena                                             |
| 1928 Amsterdam detalls       | Països Baixos Charles Mortanges · amb Marcroix · Gerard de Kruijff · amb Va-T'en · Adolph Voort · amb Silver Piece                                                                                         | Noruega Bjart Ording · amb And Over · Arthur Qvist · amb Hidalgo · Eugen Johansen · amb Baby | Polònia Michał Antoniewicz · amb Moja Miła · Józef Trenkwald · amb Lwi Pazur · Karol Rómmel · amb Doneuse                                                                               |
| 1932 Los Angeles detalls     | Estats Units Earl Foster Thomson · amb Jenny Camp · Harry Chamberlin · amb Pleasant Smiles · Edwin Argo · amb Honolulu Tomboy                                                                              | Països Baixos Charles Mortanges · amb Marcroix · Karel Schummelketel · amb Duiveltje · Aernout van Lennep · amb Henk                                                                              | No es concedí |
| 1936 Berlín detalls          | Alemanya Ludwig Stubbendorf · amb Nurmi · Rudolf Lippert · amb Fasan · Konrad Wangenheim · amb Kurfürst | Polònia Henryk Roycewicz · amb Arlekin III · Zdzisław Kawecki · amb Bambino · Seweryn Kulesza · amb Tóska                                                                                         | Regne Unit Alec Scott · amb Bob Clive · Edward Howard-Vyse · amb Blue Steel · Richard Fanshawe · amb Bowie Knife                                                                        |
| 1948 Londres detalls         | Estats Units Frank Henry · amb Swing Low · Charles Anderson · amb Reno Palisade · Earl Foster Thomson · amb Reno Rhythm                                                                                    | Suècia Robert Selfelt · amb Claque · Olof Stahre · amb Komet · Sigurd Svensson · amb Dust | Mèxic Humberto Mariles · amb Parral · Raúl Campero · amb Tarahumara · Joaquín Solano · amb Malinche                                                                                     |
| 1952 Hèlsinki detalls        | Suècia Hans Blixen · amb Jubal · Olof Stahre · amb Komet · Folke Frölén · amb Fair | Alemanya Wilhelm Büsing · amb Hubertus · Klaus Wagner · amb Dachs · Otto Rothe · amb Trux von Kamax                                                                                               | Estats Units Charles Hough, Jr. · amb Cassivellannus · Walter Staley, Jr. · amb Craigwood Park · John Wofford · amb Benny Grimes                                                        |
| 1956 Estocolm detalls        | Regne Unit Francis Weldon · amb Kilbarry · Arthur Rook · amb Wild Venture · Bertie Hill · amb Countyman III                                                                                                | Alemanya August Lütke-Westhues · amb Trux von Kamax · Otto Rothe · amb Sissi · Klaus Wagner · amb Prinzeß                                                                                         | Canadà John Rumble · amb Cilroy · Jim Elder · amb Colleen · Brian Herbinson · amb Tara                                                                                                  |
| 1960 Roma detalls            | Austràlia Lawrence Morgan · amb Salad Days · Neale Lavis · amb Mirrabooka · Bill Roycroft · amb Our Solo                                                                                                   | Suïssa Anton Bühler · amb Gay Spark · Hans Schwarzenbach · amb Burn Trout · Rudolf Günthardt · amb Atbara                                                                                         | França Jack le Goff · amb Image · Guy Lefrant · amb Nicias · Jehan le Roy · amb Garden                                                                                                  |
| 1964 Tòquio detalls          | ItàliaMauro Checcoli · amb Surbean · Paolo Angioni · amb King · Giuseppe Ravano · amb Royal Love | Estats UnitsMichael Page · amb Grasshopper · Kevin Freeman · amb Gallopade · John Plumb · amb Bold Minstrel                                                                                       | AlemanyaFritz Ligges · amb Donkosak · Horst Karsten · amb Condora · Gerhard Schulz · amb Balza X                                                                                        |
| 1968 Ciutat de Mèxic detalls | Regne UnitDerek Allhusen · amb Lochinvar · Richard Meade · amb Cornishman V · Reuben Jones · amb The Poacher                                                                                               | Estats UnitsMichael Page · amb Foster · James C. Wofford · amb Kilkenny · John Plumb · amb Plain Sailing                                                                                          | AustràliaWayne Roycroft · amb Zhivago · Brien Cobcroft · amb Depeche · Bill Roycroft · amb Warrathoola                                                                                  |
| 1972 Múnic detalls           | Regne UnitRichard Meade · amb Laurieston · Mary Gordon-Watson · amb Cornishman V · Bridget Parker · amb Cornish Gold · Mark Phillips · amb Great Ovation                                                   | Estats UnitsKevin Freeman · amb Good Mixture · Bruce Davidson · amb Plain Sailing · John Plumb · amb Free and Easy · James C. Wofford · amb Kilkenny                                              | RFAHarry Klugmann · amb Christopher Robert · Ludwig Gössing · amb Chicago · Karl Schultz · amb Pisco · Horst Karsten · amb Sioux                                                        |
| 1976 Mont-real detalls       | Estats UnitsEdmund Coffin · amb Bally-Cor · Michael Plumb · amb Better & Better · Bruce Davidson · amb Irish-Cap · Mary Anne Tauskey · amb Marcus Aurelius                                                 | RFAKarl Schultz · amb Madrigal · Herbert Blöcker · amb Albrant · Helmut Rethemeier · amb Pauline · Otto Ammermann · amb Volturno                                                                  | AustràliaWayne Roycroft · amb Laurenson · Mervyn Bennet · amb Regal Reign · Bill Roycroft · amb Version · Denis Pigott · amb Hillstead                                                  |
| 1980 Moscou detalls          | Unió SovièticaAleksandr Blinov · amb Galzun · Yuri Salnikov · amb Pintset · Valery Volkov · amb Tskheti · Sergei Rogozhin · amb Gelespont                                                                  | ItàliaFederico Roman amb Rossinan Anna Casagrande amb Daleye Mauro Roman amb Dourakin 4 Marina Sciocchetti amb Rohan de Lechereo                                                                  | MèxicManuel Mendivil · amb Remember · David Barcena · amb Bombona · José Luís Pérez · amb Quelite · Fabián Vázquez · amb Cocaleco                                                       |
| 1984 Los Angeles detalls     | Estats UnitsMichael Plumb · amb Blue Stone · Karen Stives · amb Ben Arthur · Torrance Fleischmann · amb Finvarra · Bruce Davidson · amb JJ Babu                                                            | Regne UnitVirginia Leng · amb Priceless · Ian Stark · amb Oxford Blue · Diana Clapham · amb Windjammer · Lucinda Green · amb Regal Realm                                                          | RFABettina Overesch · amb Peacetime · Burkhard Tesdorpf · amb Freedom · Claus Erhorn · amb Fair Lady · Dietmar Hogrefe · amb Foliant                                                    |
| 1988 Seül detalls            | RFAClaus Erhorn · amb Justyn Thyme · Matthias Baumann · amb Shamrock 11 · Thies Kaspareit · amb Sherry 42 · Ralf Ehrenbrink · amb Uncle Todd                                                               | Regne UnitCaptain Mark Phillips · amb Cartier · Karen Straker · amb Get Smart · Virginia Leng · amb Master Craftsman · Ian Stark · amb Sir Wattie                                                 | Nova ZelandaMark Todd · amb Charisma · Margaret Knighton · amb Enterprise · Andrew Bennie · amb Grayshott · Tinks Pottinger · amb Volunteer                                             |
| 1992 Barcelona detalls       | Austràlia David Green · amb Duncan II · Gillian Rolton · amb Peppermint Grove · Andrew Hoy · amb Kiwi · Matthew Ryan · amb Kibah Tic Toc                                                                   | Nova Zelanda Blyth Tait · amb Missiah · Andrew Nicholson · amb Spinning Rhombus · Mark Todd · amb Welton Greylag · Victoria Latta · amb Chief                                                     | Alemanya Herbert Bloecker · amb Feine Dame · Ralf Ehrenbrink · amb Kildare II · Matthias Baumann · amb Alabaster · Cord Mysegages · amb Ricardo                                         |
| 1996 Atlanta detalls         | AustràliaWendy Schaeffer · amb Sunburst · Gillian Rolton · amb Peppermint Grove · Andrew Hoy · amb Darien Powers · Phillip Dutton · amb True Blue Girdwood                                                 | Estats UnitsKaren O'Connor · amb Biko · David O'Connor · amb Giltedge · Bruce Davidson · amb Heyday · Jill Henneberg · amb Nirvana                                                                | Nova ZelandaBlyth Tait · amb Chesterfield · Andrew Nicholson · amb Jaggermeister II · Vaughn Jefferis · amb Bounce · Victoria Latta · amb Broadcast News                                |
| 2000 Sydney detalls          | AustràliaPhillip Dutton · amb House Doctor · Andrew Hoy · amb Darien Powers · Stuart Tinney · amb Jeepster · Matt Ryan · amb Kibah Sandstone                                                               | Regne UnitIan Stark · amb Jaybee · Jeanette Brakewell · amb Over To You · Pippa Funnell · amb Supreme Rock · Leslie Law · amb Shear H2O                                                           | Estats UnitsNina Fout · amb 3 Magic Beans · Karen O'Connor · amb Prince Panache · David O'Connor · amb Giltedge · Linden Wiesman · amb Anderoo                                          |
| 2004 Atenes detalls          | FrançaArnaud Boiteau · amb Expo du Moulin · Cédric Lyard · amb Fine Merveille · Didier Courrèges · amb Débat D'Estruval · Jean Teulère · amb Espoir de la Mère · Nicolas Touzaint · amb Galan de Sauvegère | Regne UnitJeanette Brakewell · amb Over To You · Mary King · amb King Solomon III · Leslie Law · amb Shear L'Eau · Pippa Funnell · amb Primmore's Pride · William Fox-Pitt · amb Tamarillo        | Estats UnitsKimberly Severson · amb Winsome Adante · Darren Chiacchia · amb Windfall II · John Williams · amb Carrick · Amy Tryon · amb Poggio II · Julie Richards · amb Jacob Two Two  |
| 2008 Hong Kong detalls       | Regne UnitPeter Thomsen · amb The Ghost of Hamish · Frank Ostholt · amb Mr. Medicott · Andreas Dibowski · amb Butts Leon · Ingrid Klimke · amb Abraxxas · Hinrich Romeike · amb Marius                     | AustràliaShane Rose · amb All Luck · Sonja Johnson · amb Ringwould Jaguar · Lucinda Fredericks · amb Headley Britannia · Clayton Fredericks · amb Ben Along Time · Megan Jones · amb Irish Jester | Regne UnitSharon Hunt · amb Tankers Town · Daisy Dick · amb Spring Along · William Fox-Pitt · amb Parkmore Ed · Kristina Cook · amb Miners Frolic · Mary King · amb Call Again Cavalier |
| 2012 Londres detalls         | AlemanyaPeter Thomsen · amb Barny · Dirk Schrade · amb King Artus · Ingrid Klimke · amb Butts Abraxxas · Sandra Auffarth · amb Opgun Louvo · Michael Jung · amb Sam                                        | Regne UnitNicola Wilson · amb Opposition Buzz · Mary King · amb Imperial Cavalier · Zara Phillips · amb High Kingdom · Kristina Cook · amb Miners Frolic · William Fox-Pitt · amb Lionheart       | Nova ZelandaJonelle Richards · amb Flintstar · Jonathan Paget · amb Clifton Promise · Caroline Powell · amb Lenamore · Andrew Nicholson · amb Nereo · Mark Todd · amb Campino           |
| 2016 Rio detalls             | FrançaKarim Laghouag · amb Entebbe · Thibaut Vallette · amb Qing du Briot · Mathieu Lemoine · amb Bart L · Astier Nicolas · amb Piaf de B'Neville                                                          | AlemanyaJulia Krajewski · amb Samourai du Thot · Sandra Auffarth · amb Opgun Louvo · Ingrid Klimke · amb Hale-Bob Old · Michael Jung · amb Sam FBW                                                | AustràliaShane Rose · amb CP Qualified · Stuart Tinney · amb Pluto Mio · Sam Griffiths · amb Paulank Brockagh · Chris Burton · amb Santano II                                           |
| 2020 Tòquio detalls          | Regne UnitLaura Collett · amb London 52 · Tom McEwen · amb Toledo de Kerser · Oliver Townend · amb Ballaghmore Class                                                                                       | AustràliaKevin McNab · amb Don Quidam · Andrew Hoy · amb Vassily de Lassos · Shane Rose · amb Virgil                                                                                              | FrançaNicolas Touzaint · amb Absolut Gold · Karim Laghouag · amb Triton Fontaine · Christopher Six · amb Totem de Brecey                                                                |
| 2024 París detalls           | Regne UnitRosalind Canter · amb Lordships Graffalo · Tom McEwen · amb JD Dublin · Laura Collett · amb London 52                                                                                            | FrançaNicolas Touzaint · amb Diabolo Menthe · Karim Laghouag · amb Triton Fontaine · Stéphane Landois · amb Chaman Dumontceau                                                                     | JapóToshiyuki Tanaka · amb Jefferson · Kazuma Tomoto · amb Vinci De La Vigne · Yoshiaki Oiwa · amb Mgh Grafton Street · Ryuzo Kitajima · on Cekatinka                                   |

#### Concurs de saltsindividual
| Edició                       | Or                                      | Argent                                   | Bronze                                   |
| 1900 París detalls           | Aimé Haegeman · amb Benton II           | Georges Poële · amb Windsor Square       | Louis de Champsavin · amb Terpsichore    |
| 1904-1908                    | No fou inclòs en el programa oficial    | No fou inclòs en el programa oficial     | No fou inclòs en el programa oficial     |
| 1912 Estocolm detalls        | Jean Cariou · amb Mignon                | Rabod von Kröcher · amb Dohna            | Emanuel Blommaert · amb Clonmore         |
| 1920 Anvers detalls          | Tommaso Assaba · amb Trebecco           | Alessandro Valerio · amb Cento           | Carl Lewenhaupt · amb Mon Coeur          |
| 1924 París detalls           | Alphonse Gemuseus · amb Lucette         | Tommaso Assaba · amb Trebecco            | Adam Krolikiewicz · amb Picador          |
| 1928 Amsterdam detalls       | Frantisek Ventura · amb Eliot           | Pierre Balanda · amb Papillon            | Charles Kuhn · amb Pepita                |
| 1932 Los Angeles detalls     | Takeichi Nishi · amb Uranus             | Harry Chamberlain · amb Show Girl        | Clarence von Rosen · amb Empire          |
| 1936 Berlín detalls          | Kurt Hasse · amb Tora                   | Henri Rang · amb Delfis                  | József von Platthy · amb Sellő           |
| 1948 Londres detalls         | Humberto Mariles · amb Arete            | Ruben Uriza · amb Harvey                 | Jean d'Orgeix · amb Sucre de Pomme       |
| 1952 Hèlsinki detalls        | Pere Jonqueres · amb Ali Baba           | Oscar Cristi · amb Bambi                 | Fritz Thiedemann · amb Meteor            |
| 1956 Estocolm detalls        | Hans Winkler · amb Halla                | Raimondo D'Inzeo · amb Merano            | Piero D'Inzeo · amb Uruguay              |
| 1960 Roma detalls            | Raimondo D'Inzeo · amb Posillopo        | Piero D'Inzeo · amb The Rock             | David Broome · amb Sunsalve              |
| 1964 Tòquio detalls          | Pere Jonqueres · amb Letteur B.         | Hermann Schridde · amb Dozent II         | Peter Robeson · amb Firecrest            |
| 1968 Ciutat de Mèxic detalls | William Steinkraus · amb Snowbound      | Marion Coakes · amb Stroller             | David Broome · amb Mr. Softee            |
| 1972 Múnic detalls           | Graziano Mancinelli · amb Ambassador    | Ann Moore · amb Psalm                    | Neal Shapiro · amb Sloopy                |
| 1976 Mont-real detalls       | Alwin Schockemöhle · amb Warwick Rex    | Michel Vaillancourt · amb Branch Country | Francois Mathy · amb Gai Luron           |
| 1980 Moscou detalls          | Jan Kowalczyk · amb Artemor             | Nikolai Korolkov · amb Espadron          | Joaquín Pérez · amb Alymony              |
| 1984 Los Angeles detalls     | Joseph Fargis · amb Touch of Class      | Conrad Homfeld · amb Abdullah            | Heidi Robbiani · amb Jessica V           |
| 1988 Seül detalls            | Pierre Durand, Jr. · amb Jappeloup      | Greg Best · amb Gem Twist                | Karsten Huck · amb Nepomuk 8             |
| 1992 Barcelona detalls       | Ludger Beerbaum · amb Classic Touch     | Piet Raymakers · amb Ratina Z            | Norman Dello Joio · amb Irish            |
| 1996 Atlanta detalls         | Ulrich Kirchhoff · amb Jus de Pommes    | Willi Melliger · amb Calvaro V           | Alexandra Ledermann · amb Rochet M       |
| 2000 Sydney detalls          | Jeroen Dubbeldam · amb De Sjiem         | Albert Voorn · amb Lando                 | Khaled Al-Eid · amb Kashm Al Aan         |
| 2004 Atenes detalls          | Rodrigo Pessoa · amb Baloubet du Rouet  | Chris Kappler · amb Royal Kaliber        | Marco Kutscher · amb Montender 2         |
| 2008 Hong Kong detalls       | Eric Lamaze · amb Hickstead             | Ralf Bengtsson · amb Ninja               | Beezie Madden · amb Authentic            |
| 2012 Londres detalls         | Steve Guerdat · amb Nino Des Buissonets | Gerco Schroder · amb London              | Cian O'Connor · amb Blue Loyd 12         |
| 2016 Rio detalls             | Nick Skelton · amb Big Star             | Peder Fredricson · amb All In            | Eric Lamaze · amb Fine Lady 5            |
| 2020 Tòquio detalls          | Ben Maher · amb Explosion W             | Peder Fredricson · amb All In            | Maikel van der Vleuten · amb Beauville Z |
| 2024 París detalls           | Christian Kukuk · amb Checker 47        | Steve Guerdat · amb Dynamix de Belheme   | Maikel van der Vleuten · amb Beauville Z |

#### Concurs de saltsper equips
també anomenat Premi de les Nacions.
| Edició                       | Or | Argent | Bronze |
| 1912 París detalls           | Suècia Gustaf Lewenhaupt · amb Medusa · Gustaf Kilman · amb Gåtan · Hans von Rosen · amb Lord Iron · Fredrik Rosencrantz · amb Drabant                                        | França Michel Dufourt · amb Amazone · Jean Cariou · amb Mignon · Ernest Meyer · amb Allons-y · Gaston Seigner · amb Cocotte                                | Alemanya Sigismund Freyer · amb Ultimus · Wilhelm von Hohenau · amb Pretty Girl · Ernst Deloch · amb Hubertus · Frederic de Prússia · amb Gibson Boy                            |
| 1920 Anvers detalls          | SuèciaClaës König · amb Tresor · Hans von Rosen · amb Poor Boy · Daniel Norling · amb Eros II · Frank Martin · amb Kohort                                                     | BèlgicaHenri Laame · amb Biscuit · André Coumans · amb Lisette · Herman de Gaiffier d'Hestroy · amb Miss · Herman d'Oultromont · amb Lord Kitchener        | ItàliaEttore Caffaratti · amb Tradittore · Alessandro Alvisi · amb Raggio di Sole · Giulio Cacciandra · amb Fortunello · Carlo Asinari · amb Varone                             |
| 1924 París detalls           | SuèciaÅke Thelning · amb Loke · Axel Ståhle · amb Cecil · Åge Lundström · amb Anvers                                                                                          | SuïssaAlphonse Gemuseus · amb Lucette · Werner Stuber · amb Girandole · Hans Bühler · amb Sailor Boy                                                       | PortugalAntónio Borges · amb Reginald · Hélder de Souza · amb Avro · José Mouzinho · amb Hetrugo                                                                                |
| 1928 Amsterdam detalls       | Espanya José Navarro · amb Zapatazo · José Álvarez · amb Zalamero · Julio García · amb Revistade                                                                              | Polònia Kazimierz Gzowski · amb Mylord · Kazimierz Szosland · amb Ali · Michał Antoniewicz · amb Readgleadt                                                | Suècia Karl Hansén · amb Gerold · Carl Björnstjerna · amb Kornett · Ernst Hallberg · amb Loke                                                                                   |
| 1932 Los Angeles             | L'esdeveniment va ser declarat nul ja que cap equip va finalitzar la cursa amb tres corredors                                                                                 | L'esdeveniment va ser declarat nul ja que cap equip va finalitzar la cursa amb tres corredors                                                              | L'esdeveniment va ser declarat nul ja que cap equip va finalitzar la cursa amb tres corredors                                                                                   |
| 1936 Berlín detalls          | Alemanya Kurt Hasse · amb Tora · Marten von Barnekow · amb Nordland · Heinz Brandt · amb Alchimist                                                                            | Països Baixos Johan Greter · amb Ernica · Jan de Bruine · amb Trixie · Henri van Schaik · amb Santa Bell                                                   | Portugal José Beltrão · amb Biscuit · Domingos de Sousa · amb Merle Blanc · Luís Mena e Silva · amb Fossette                                                                    |
| 1948 Londres detalls         | Mèxic Humberto Mariles · amb Arete · Rubén Uriza · amb Hatuey · Alberto Valdés · amb Chihuahua                                                                                | Espanya Jaime García · amb Bizarro · José Navarro · amb Quórum · Marcelino Gavilán · amb Forajido                                                          | Regne Unit Harry Llewellyn · amb Foxhunter · Henry Nicoll · amb Kilgeddin · Arthur Carr · amb Monty                                                                             |
| 1952 Hèlsinki detalls        | Regne Unit Wilfred White · amb Nizefela · Douglas Stewart · amb Aherlow · Harry Llewellyn · amb Foxhunter                                                                     | Xile Óscar Cristi · amb Bambi · César Mendoza · amb Pillán · Ricardo Echeverría · amb Lindo Peal                                                           | Estats Units William Steinkraus · amb Hollandia · Arthur McCashin · amb Miss Budweiser · John William Russell · amb Democrat                                                    |
| 1956 Estocolm detalls        | Alemanya Hans Günter Winkler · amb Halla · Fritz Thiedemann · amb Meteor · Alfons Lütke-Westhues · amb Ala                                                                    | Itàlia Raimondo D'Inzeo · amb Merano · Piero D'Inzeo · amb Uruguay · Salvatore Oppes · amb Pagoro                                                          | Regne Unit Wilfred White · amb Nizefela · Pat Smythe · amb Flanagan · Peter Robeson · amb Scorchin                                                                              |
| 1960 Roma detalls            | Alemanya Hans Günter Winkler · amb Halla · Fritz Thiedemann · amb Meteor · Alwin Schockemöhle · amb Ferdl                                                                     | Estats Units Franck Chapot · amb Trail Guide · William Steinkraus · amb Ksar d'Esprit · George H. Morris · amb Sinjon                                      | Itàlia Raimondo D'Inzeo · amb Posillipo · Piero D'Inzeo · amb The Rock · Antonio Oppes · amb The Scholar                                                                        |
| 1964 Tòquio detalls          | AlemanyaHermann Schridde · amb Dozent II · Kurt Jarasinski · amb Torro · Hans Günter Winkler · amb Fidelitas                                                                  | FrançaPere Jonqueres d'Oriola · amb Lutteur B · Janou Lefèbvre · amb Kenavo D · Guy Lefrant · amb Monsieur de Littry                                       | ItàliaPiero D'Inzeo · amb Sun Beam · Raimondo D'Inzeo · amb Posillipo · Graziano Mancinelli · amb Rockette                                                                      |
| 1968 Ciutat de Mèxic detalls | CanadàJames Day · amb Canadian Club · Thomas Gayford · amb Big Dee · Jim Elder · amb The Immigrant                                                                            | FrançaJean Rozier · amb Quo Vadis · Janou Lefèbvre · amb Rocket · Pere Jonqueres d'Oriola · amb Nagir                                                      | RFAHermann Schridde · amb Dozent II · Alwin Schockemöhle · amb Donald Rex · Hans Günter Winkler · amb Enigk                                                                     |
| 1972 Múnic detalls           | RFAFritz Ligges · amb Robin · Gerhard Wiltfang · amb Askan · Hartwig Steenken · amb Simona · Hans Günter Winkler · amb Trophy                                                 | Estats UnitsWilliam Steinkraus · amb Main Spring · Neal Shapiro · amb Sloopy · Kathryn Kusner · amb Fleet Apple · Frank Chapot · amb White Lightning       | ItàliaVittorio Orlandi · amb Fulmer Feather · Raimondo D'Inzeo · amb Fiorello · Graziano Mancinelli · amb Ambassador · Piero D'Inzeo · amb Easter Light                         |
| 1976 Mont-real detalls       | FrançaHubert Parot · amb Rivage · Jean-Marcel Rozier · amb Bayard de Maupas · Marc Roguet · amb Belle de Mars · Michel Roche · amb Un Espoir                                  | RFAAlwin Schockemöhle · amb Warwick Rex · Hans Günter Winkler · amb Torphy · Sönke Sönksen · amb Kwepe · Paul Schockemöhle · amb Agent                     | BèlgicaEric Wauters · amb Gute Sitte · François Mathy · amb Gai Luron · Edgar-Henri Cuepper · amb Le Champion · Stanny Van Paesschen · amb Porsche                              |
| 1980 Moscou detalls          | Unió SovièticaVyacheslav Chukanov · amb Gepatit · Viktor Poganovsky · amb Topky · Viktor Asmaev · amb Reis · Nikolai Korolkov · amb Espadron                                  | PolòniaMarian Kozicki · amb Bremen · Jan Kowalczyk · amb Artemor · Wiesław Hartman · amb Norton · Janusz Bobik · amb Szampan                               | MèxicJoaquín Pérez · amb Alymony · Jesús Gómez · amb Massacre · Gerardo Tazzer · amb Caribe · Alberto Valdés · amb Lady Mirka                                                   |
| 1984 Los Angeles detalls     | Estats UnitsJoseph Fargis · amb Touch of Class · Conrad Homfeld · amb Abdullah · Leslie Howard · amb Albany · Melanie Smith · amb Calypso                                     | Regne UnitMichael Whitaker · amb Overton Amanda · John Whitaker · amb Ryans Son · Steven Smith · amb Shining Example · Timothy Grubb · amb Linky           | RFAPaul Schockemöhle · amb [Deister · Peter Luther · amb Livius · Franke Sloothaak · amb Farmer · Fritz Ligges · amb Ramzes                                                     |
| 1988 Seül detalls            | RFALudger Beerbaum · amb The Freak · Wolfgang Brinkmann · amb Pedro · Dirk Hafemeister · amb Orchidee 76 · Franke Sloothaak · amb Walzerkonig 19                              | Estats UnitsGreg Best · amb Gem Twist · Lisa Ann Jacquin · amb For the Moment · Anne Kursinski · amb Starman · Joseph Fargis · amb Mill Pearl              | FrançaHubert Bourdy · amb Morgat · Frédéric Cottier · amb Flambeau C · Michel Robert · amb La Fayette · Pierre Durand Jr. · amb Jappeloup de Luze                               |
| 1992 Barcelona detalls       | Països BaixosPiet Raymakers · amb Ratina Z · Bert Romp · amb Waldo E · Jan Tops · amb Top Gun · Jos Lansink · amb Egano                                                       | ÀustriaBoris Boor · amb Love Me Tender · Joerg Muenzner · amb Graf Grande · Hugo Simon · amb Apricot D · Thomas Fruehmann · amb Genius                     | FrançaHervé Godignon · amb Quidam de Revel · Hubert Bourdy · amb Razzina du Poncel · Michel Robert · amb Nonix · Eric Navet · amb Quito de Baussy                               |
| 1996 Atlanta detalls         | AlemanyaFranke Sloothaak · amb Joly Coeur · Lars Nieberg · amb For Pleasure · Ulrich Kirchhoff · amb Jus De Pommes · Ludger Beerbaum · amb Ratina Z                           | Estats UnitsPeter Leone · amb Legato · Leslie Burr-Howard · amb Extreme · Anne Kursinski · amb Eros · Michael R. Matz · amb Rhum                           | BrasilLuiz Azevedo · amb Cassiana · Alvaro Miranda Neto · amb Aspen · Andre Johannpeter · amb Calei · Rodrigo Pessoa · amb TomBoy                                               |
| 2000 Sydney detalls          | AlemanyaLudger Beerbaum · amb Goldfever 3 · Lars Nieberg · amb Esprit FRH · Marcus Ehning · amb For Pleasure · Otto Becker · amb Dobels Cento                                 | SuïssaMarkus Fuchs · amb Tinka's Boy · Beat Maendli · amb Pozitano · Lesley McNaught · amb Dulf · Willi Melliger · amb Calvaro V                           | BrasilRodrigo Pessoa · amb Baloubet du Rouet · Luiz Azevedo · amb Ralph · Álvaro Miranda Neto · amb Aspen · Andre Johannpeter · amb Calei                                       |
| 2004 Atenes detalls          | Estats UnitsPeter Wylde · amb Fein Cera · McLain Ward · amb Sapphire · Beezie Madden · amb Authentic · Chris Kappler · amb Royal Kaliber                                      | SuèciaRolf-Göran Bengtsson · amb Mac Kinley · Malin Baryard · amb Butterfly Flip · Peter Eriksson · amb Cardento · Peder Fredericson · amb Magic Bengtsson | AlemanyaOtto Becker · amb Dobels Cento · Marco Kutscher · amb Montender 2 · Christian Ahlmann · amb Cöster                                                                      |
| 2008 Hong Kong detalls       | Estats UnitsMcLain Ward · amb Sapphire · Laura Kraut · amb Cedric · Will Simpson · amb Carlsson vom Dach · Beezie Madden · amb Authentic                                      | CanadàJill Henselwood · amb Special Ed · Eric Lamaze · amb Hickstead · Ian Millar · amb In Style · Mac Cone · amb Ole                                      | SuïssaChristina Liebherr · amb No Mercy · Pius Schwizer · amb Nobless M · Niklaus Schurtenberger · amb Cantus · Steve Guerdat · amb Jalisca Solier                              |
| 2012 Londres detalls         | Regne UnitScott Brashamb · amb Hello Sanctos · Peter Charles · amb Vindicat · Ben Maher · amb Tripple X · Nick Skelton · amb Big Star                                         | Països BaixosMarc Houtzager · amb Tamino · Gerco Schroder · amb London · Maikel Van Der Vleuten · amb Verdi · Jur Vrieling · amb Bubalu                    | Aràbia SauditaRamzy Al Duhami · amb Bayard Van the Villa There · Abdullah Al Saud · amb Davos · Kamal Bahamdan · amb Noblesse Des Tess · Abdullah Waleed Sharbatly · amb Sultan |
| 2016 Rio detalls             | FrançaPhilippe Rozier · amb Rahotep de Toscane · Kevin Staut · amb Rêveur de Hurtebise · Roger-Yves Bost · amb Sydney une Prince · Pénélope Leprevost · amb Flora de Mariposa | Estats UnitsKent Farrington · amb Voyeur · Lucy Davis · amb Barron · McLain Ward · amb Azur · Elizabeth Madden · amb Cortes'C'                             | AlemanyaChristian Ahlmann · amb Taloubet Z · Meredith Michaels-Beerbaum · amb Fibonacci · Daniel Deusser · amb First Class · Ludger Beerbaum · amb Casello                      |
| 2020 Tòquio detalls          | SuèciaHenrik von Eckermann · amb King Edward · Malin Baryard-Johnsson · amb Indiana · Peder Fredricson · amb All In                                                           | Estats UnitsLaura Kraut · amb Baloutinue · Jessica Springsteen · amb Don Juan van de Donkhoeve · McLain Ward · amb Contagious                              | BèlgicaPieter Devos · amb Claire Z · Jérôme Guery · amb Quel Homme de Hus · Grégory Wathelet · amb Nevados S                                                                    |
| 2024 París detalls           | Regne UnitBen Maher · amb Dallas Vegas Batilly · Harry Charles · amb Romeo 88 · Scott Brash · amb Jefferson                                                                   | Estats UnitsLaura Kraut · amb Baloutinue · Karl Cook · amb Caracole de la Roque · McLain Ward · amb Ilex                                                   | FrançaSimon Delestre · amb I.Alemusina R 51 · Olivier Perreau · amb Dorai D'Aiguilly · Julien Epaillard · amb Dubai du Cèdre                                                    |

### Programa eliminat

#### Salt d'alçada
| Edició             | Or                              | Argent        | Bronze                     |
| 1900 París detalls | Dominique Gardères · amb Canéla | No es concedí | Georges Poële · amb Ludlow |
| 1900 París detalls | Giovanni Trissino · amb Oreste  | No es concedí | Georges Poële · amb Ludlow |

#### Salt de llargada
| Edició             | Or                              | Argent                         | Bronze                                         |
| 1900 París detalls | C. Langhendonck · amb Extra Dry | Giovanni Trissino · amb Oreste | Camille de La Forgue de Bellegarde · amb Tolla |

#### Figures individual
| Edició              | Or               | Argent        | Bronze      |
| 1920 Anvers detalls | Daniel Bouckaert | Charles Field | Louis Finet |

#### Figures per equips
| Edició              | Or                                                                                    | Argent                                | Bronze                                               |
| 1920 Anvers detalls | BèlgicaDaniel Bouckaert · Louis Finet · van Ranst · van Schauwbroeck · van Cauwenberg | FrançaCharles Field · Salins · Cauchy | SuèciaCarl Green · Anders Mårtensson · Oskar Nilsson |